# Departaments de Benín

Benín és dividit en 12 departaments (francès: départements), i subdividit en 77 communes. El 1999, els anteriors sis departaments foren dividits en dues meitats, formant els actuals 12. A cadascú dels sis departaments nous es va assignat una capital el 2008.
| Clau de mapa | Departament | Capital     | Població (2013) | Àrea (km²) | Anterior departament | Regió    | Sub-Regió       |
| ------------ | ----------- | ----------- | --------------- | ---------- | -------------------- | -------- | --------------- |
| 2            | Alibori     | Kandi       | 868,046         | 26,242     | Borgou               | Del nord | Est del nord    |
| 1            | Atakora     | Natitingoua | 769,337         | 20,499     | Atakora              | Del nord | Oest del nord   |
| 10           | Atlantique  | Allada      | 1,396,548       | 3,233      | Atlantique           | Del sud  | Centre del sud  |
| 4            | Borgou      | Parakou     | 1,202,095       | 25,856     | Borgou               | Del nord | Est del nord    |
| 5            | Collines    | Dassa-Zoumé | 716,558         | 13,931     | Zou                  | Del nord | Centre del nord |
| 6            | Kouffo      | Aplahoué    | 741,895         | 2,404      | Mono                 | Del sud  | Oest del sud    |
| 3            | Donga       | Djougou     | 542,605         | 11,126     | Atakora              | Del nord | Oest del nord   |
| 11           | Litoral     | Cotonou     | 678,874         | 79         | Atlantique           | Del sud  | Centre del sud  |
| 9            | Mono        | Lokossa     | 495,307         | 1,605      | Mono                 | Del sud  | Oest del sud    |
| 12           | Ouémé       | Porto-Novo  | 1,096,850       | 1,281      | Ouémé                | Del sud  | Est del sud     |
| 8            | Planell     | Pobè        | 624,146         | 3,264      | Ouémé                | Del sud  | Est del sud     |
| 7            | Zou         | Abomey      | 851,623         | 5,243      | Zou                  | Del nord | Centre del nord |